# Brasil nos Jogos Paralímpicos de Verão de 2020
O Brasil participou dos Jogos Paralímpicos de Verão de 2020, em Tóquio, Japão. O país estreou nos Jogos em 1972 e esta será sua 13ª participação.

## Medalhas
| José Roberto Alex de Melo Emerson Ernesto | Leomon Moreno Josemárcio Sousa Romário Marques |

| Luan de Lacerda Damião Robson Cássio Lopes Jardiel Vieira Soares Jeferson da Conceição | Raimundo Nonato Tiago da Silva Ricardo Alves Gledson da Paixão Matheus Bumussa |

| Ana Luísa Aparecida Edwarda Dias Gizele Maria Dias Adria Silva Pâmela Pereira | Luiza Guisso Fiorese Nathalie Silva Nurya Silva Laiana Rodrigues Camila Leiria |

| José Roberto Alex de Melo Emerson Ernesto | Leomon Moreno Josemárcio Sousa Romário Marques |

| Luan de Lacerda Damião Robson Cássio Lopes Jardiel Vieira Soares Jeferson da Conceição | Raimundo Nonato Tiago da Silva Ricardo Alves Gledson da Paixão Matheus Bumussa |

| Ana Luísa Aparecida Edwarda Dias Gizele Maria Dias Adria Silva Pâmela Pereira | Luiza Guisso Fiorese Nathalie Silva Nurya Silva Laiana Rodrigues Camila Leiria |

| Medalhas por dia | Medalhas por dia | Medalhas por dia | Medalhas por dia  | Medalhas por dia |
| ---------------- | ---------------- | ---------------- | ----------------- | ---------------- |
| Dia              | Medalha de ouro  | Medalha de prata | Medalha de bronze | T                |
| 25 de agosto     | 1                | 1                | 2                 | 4                |
| 26 de agosto     | -                | 2                | 2                 | 4                |
| 27 de agosto     | 5                | 1                | 3                 | 9                |
| 28 de agosto     | -                | 1                | 5                 | 6                |
| 29 de agosto     | 4                | -                | 3                 | 7                |
| 30 de agosto     | 2                | 3                | -                 | 5                |
| 31 de agosto     | 2                | 3                | 2                 | 7                |
| 1 de setembro    | 1                | 1                | 4                 | 6                |
| 2 de setembro    | 4                | 1                | 1                 | 6                |
| 3 de setembro    | 1                | 2                | 4                 | 7                |
| 4 de setembro    | 2                | 4                | 4                 | 10               |
| 5 de setembro    | -                | 1                | -                 | 1                |
| Total            | 22               | 20               | 30                | 72               |

| Medalhas por esporte        | Medalhas por esporte | Medalhas por esporte | Medalhas por esporte | Medalhas por esporte |
| --------------------------- | -------------------- | -------------------- | -------------------- | -------------------- |
| Esporte                     | Medalha de ouro      | Medalha de prata     | Medalha de bronze    | T                    |
| Atletismo                   | 8                    | 9                    | 11                   | 27                   |
| Bocha                       | -                    | -                    | 2                    | 2                    |
| Canoagem                    | 1                    | 2                    | -                    | 3                    |
| Esgrima em cadeira de rodas | -                    | 1                    | -                    | 1                    |
| Futebol de 5                | 1                    | -                    | -                    | 1                    |
| Goalball                    | 1                    | -                    | -                    | 1                    |
| Hipismo                     | -                    | 1                    | -                    | 1                    |
| Judô                        | 1                    | -                    | 2                    | 3                    |
| Levantamento de peso        | 1                    | -                    | -                    | 1                    |
| Natação                     | 8                    | 5                    | 10                   | 23                   |
| Remo                        | -                    | -                    | 1                    | 1                    |
| Taekwondo                   | 1                    | 1                    | 1                    | 3                    |
| Tênis de mesa               | -                    | 1                    | 2                    | 3                    |
| Voleibol sentado            | -                    | -                    | 1                    | 1                    |
| Total                       | 22                   | 20                   | 30                   | 72                   |

## Atletismo
Masculino
Pista
| Alan Fonteles                     | 100 m T64    | 11.30   | 6   | Não Avançou | Não Avançou       |
| Alex Douglas Pires da Silva       | Maratona T46 | —       | —   |             |                   |
| Ariosvaldo Fernandes da Silva     | 100 m T53    |         |     |             |                   |
| Ariosvaldo Fernandes da Silva     | 400 m T53    | 51.65   | 3 Q | 52.48       | 8                 |
| Aser Ramos                        | 100 m T36    |         |     |             |                   |
| Christian Gabriel Luiz Da Costa   | 100 m T37    | 11.51   | 3 Q | 11.55       | 7                 |
| Christian Gabriel Luiz Da Costa   | 200 m T37    |         |     |             |                   |
| Daniel Mendes Da Silva            | 100 m T11    |         |     |             |                   |
| Daniel Mendes Da Silva            | 400 m T11    | DSQ     | -   | Não Avançou | Não Avançou       |
| Daniel Tavares Martins            | 400 m T20    | 50.10   | 5   | Não Avançou | Não Avançou       |
| Edson Pinheiro                    | 100 m T38    | 11.70   | 5   | Não Avançou | Não Avançou       |
| Edson Pinheiro                    | 400 m T38    | DNS     | -   | Não Avançou | Não Avançou       |
| Fábio Bordignon                   | 100 m T35    | —       | —   | 12.54       | 5                 |
| Fábio Bordignon                   | 200 m T35    |         |     |             |                   |
| Fabrício Júnior Barros Ferreira   | 100 m T12    | 11.13   | 2   | Não Avançou | Não Avançou       |
| Fabrício Júnior Barros Ferreira   | 400 m T12    |         |     |             |                   |
| Felipe Gomes                      | 100 m T11    |         |     |             |                   |
| Felipe Gomes                      | 400 m T11    |         |     |             |                   |
| Gustavo Henrique de Oliveira Dias | 400 m T20    |         |     |             |                   |
| Joeferson Marinho de Oliveira     | 100 m T12    | 10.85   | 4   | 11.24       | 4                 |
| Júlio César Agripino dos Santos   | 1500 m T11   | DSQ     | -   | Não Avançou | Não Avançou       |
| Júlio César Agripino dos Santos   | 5000 m T11   | —       | —   | 16:26.31    | 7                 |
| Kesley Teodoro                    | 100 m T12    | 11.47   | 4   | Não Avançou | Não Avançou       |
| Lucas de Sousa Lima               | 100 m T47    | 11.07   | 3 Q | 11.14       | 6                 |
| Lucas de Sousa Lima               | 400 m T47    |         |     |             |                   |
| Lucas Prado                       | 100 m T11    |         |     |             |                   |
| Mateus Evangelista                | 100 m T37    |         |     |             |                   |
| Petrúcio Ferreira                 | 100 m T47    | 10.75   | 1 Q | 10.53       | Medalha de ouro   |
| Petrúcio Ferreira                 | 400 m T47    |         |     |             |                   |
| Ricardo Gomes de Mendonça         | 100 m T37    | 11.45   | 3 Q | 11.52       | 5                 |
| Ricardo Gomes de Mendonça         | 200 m T37    |         |     |             |                   |
| Rodrigo Parreira da Silva         | 100 m T36    |         |     |             |                   |
| Thomaz Ruan de Moraes             | 400 m T47    |         |     |             |                   |
| Vinicius Gonçalves Rodrigues      | 100 m T63    | 12.11   | 1 Q | 12.05       | Medalha de prata  |
| Vitor Antônio de Jesus            | 200 m T37    |         |     |             |                   |
| Washington Júnior                 | 100 m T47    | 10.64   | 1 Q | 10.68       | Medalha de bronze |
| Yeltsin Jacques                   | 5000 m T11   | —       | —   | 16:26.31    | 1                 |
| Yeltsin Jacques                   | 1500 m T11   | 4:07.34 | 1 Q | 3:57.60     | 1                 |
| Yeltsin Jacques                   | Maratona T12 | —       | —   |             |                   |
| Yohansson Nascimento              | 100 m T47    |         |     |             |                   |
| Yohansson Nascimento              | 400 m T47    |         |     |             |                   |

Campo
| Atletas | Evento | Pontos | Marca | Posição |
| ------- | ------ | ------ | ----- | ------- |

Feminino
Pista
| Atletas | Evento | Preliminares | Preliminares | Semifinal | Semifinal | Final | Final   |
| Atletas | Evento | Marca        | Posição      | Marca     | Posição   | Marca | Posição |
| ------- | ------ | ------------ | ------------ | --------- | --------- | ----- | ------- |

Campo
| Atletas                         | Evento                  | Pontos | Marca | Posição           |
| ------------------------------- | ----------------------- | ------ | ----- | ----------------- |
| Ana Cláudia Maria da Silva      | Salto em distância T63  | —      |       |                   |
| Elizabeth Rodrigues Gomes       | Lançamento de disco F53 | —      | 17.62 | Medalha de ouro   |
| Gabriela Mendonça Ferreira      | Salto em distância T12  | —      |       |                   |
| Izabela Campos                  | Arremesso de peso F12   | —      |       |                   |
| Izabela Campos                  | Lançamento de disco F11 | —      | 32.26 | 7                 |
| Jardênia Felix Barbosa da Silva | Salto em distância T20  | —      |       |                   |
| Julyana Cristina da Silva       | Arremesso de peso F57   | —      |       |                   |
| Julyana Cristina da Silva       | Lançamento de disco F57 | —      | 30.49 | Medalha de bronze |
| Leylane Moura                   | Arremesso de peso F33   | —      |       |                   |
| Lorena Salvatini Spoladore      | Salto em distância T11  | —      | 4.77  | 4                 |
| Marivana Oliveira               | Arremesso de peso F35   | —      |       |                   |
| Poliana Jesus                   | Arremesso de peso F54   | —      | 5.68  | 7                 |
| Poliana Jesus                   | Lançamento do dardo F54 | —      |       |                   |
| Raíssa Rocha Machado            | Lançamento do dardo F56 | —      | 24.39 | Medalha de prata  |
| Silvânia Costa de Oliveira      | Arremesso de peso T11   | —      | 5.00  | Medalha de ouro   |
| Tuany Siqueira                  | Arremesso de peso F57   | —      |       |                   |
| Tuany Siqueira                  | Lançamento de disco F57 | —      | 21.30 | 11                |

## Badminton
Masculino
| Atleta        | Evento  | Fase de Grupos       | Fase de Grupos       | Fase de Grupos | Semifinal            | Final                |
| Atleta        | Evento  | Adversário resultado | Adversário resultado | Pos.           | Adversário resultado | Adversário resultado |
| ------------- | ------- | -------------------- | -------------------- | -------------- | -------------------- | -------------------- |
| Vítor Tavares | Simples |                      |                      |                |                      |                      |

  .

## Canoagem
| Atletas | Evento        | Preliminares | Preliminares | Repescagem | Repescagem | Final | Final   |
| Atletas | Evento        | Marca        | Posição      | Marca      | Posição    | Marca | Posição |
| ------- | ------------- | ------------ | ------------ | ---------- | ---------- | ----- | ------- |
|         | KL2 masculino |              |              | bye        | bye        |       |         |
|         | VL2 masculino |              |              |            |            |       |         |
|         | KL3 masculino |              |              |            |            |       |         |
|         | KL1 feminino  |              |              |            |            |       |         |
|         | KL3 feminino  |              |              |            |            |       |         |
|         | VL2 feminino  |              |              |            |            |       |         |

## Futebol de 5[2]
| Equipe     | P | J | V | E | D | GP | GC | SG |
| ---------- | - | - | - | - | - | -- | -- | -- |
| BRA Brasil | 0 | 0 | 0 | 0 | 0 | 0  | 0  | 0  |
| JPN Japão  | 0 | 0 | 0 | 0 | 0 | 0  | 0  | 0  |
| FRA França | 0 | 0 | 0 | 0 | 0 | 0  | 0  | 0  |
| CHN China  | 0 | 0 | 0 | 0 | 0 | 0  | 0  | 0  |

## Goalball[3]

### Masculino
| Equipe             | P | J | V | E | D | GP | GC | SG |
| ------------------ | - | - | - | - | - | -- | -- | -- |
| BRA Brasil         | 0 | 0 | 0 | 0 | 0 | 0  | 0  | 0  |
| JPN Japão          | 0 | 0 | 0 | 0 | 0 | 0  | 0  | 0  |
| USA Estados Unidos | 0 | 0 | 0 | 0 | 0 | 0  | 0  | 0  |
| LTU Lituânia       | 0 | 0 | 0 | 0 | 0 | 0  | 0  | 0  |
| ALG Argélia        | 0 | 0 | 0 | 0 | 0 | 0  | 0  | 0  |

### Feminino
| Equipe             | P | J | V | E | D | GP | GC | SG |
| ------------------ | - | - | - | - | - | -- | -- | -- |
| BRA Brasil         | 0 | 0 | 0 | 0 | 0 | 0  | 0  | 0  |
| JPN Japão          | 0 | 0 | 0 | 0 | 0 | 0  | 0  | 0  |
| TUR Turquia        | 0 | 0 | 0 | 0 | 0 | 0  | 0  | 0  |
| USA Estados Unidos | 0 | 0 | 0 | 0 | 0 | 0  | 0  | 0  |
| EGY Egito          | 0 | 0 | 0 | 0 | 0 | 0  | 0  | 0  |

## Hipismo
Individual
| Athlete                       | Horse       | Event                                  | Total | Total |
| Athlete                       | Horse       | Event                                  | Score | Rank  |
| ----------------------------- | ----------- | -------------------------------------- | ----- | ----- |
| Sérgio Fróes Ribeiro de Oliva | Coco Chanel | Individual championship test grade Ia  |       |       |
| Rodolfo Riskalla              | Warenne     | Individual championship test grade III |       |       |

Team
| Athlete                       | Horse     | Event | Individual score | Individual score | Individual score | Total | Total |
| Athlete                       | Horse     | Event | TT               | CT               | Total            | Score | Rank  |
| ----------------------------- | --------- | ----- | ---------------- | ---------------- | ---------------- | ----- | ----- |
| Sérgio Fróes Ribeiro de Oliva | See above | Team  |                  |                  |                  |       |       |
| Rodolfo Riskalla              | See above | Team  |                  |                  |                  |       |       |

# Discarded score.

## Tiro
Alexandre Galgani conseguiu um lugar de qualificação para o seu país nesta competição no Carabina de ar 10 m misto SH2.
| Atletas           | Evento                    | Preliminares | Preliminares | Final     | Final   |
| Atletas           | Evento                    | Resultado    | Posição      | Resultado | Posição |
| ----------------- | ------------------------- | ------------ | ------------ | --------- | ------- |
| Alexandre Galgani | Rifle em pé 10m SH2 misto |              |              |           |         |

## Voleibol sentado

### Masculino
Seleção Brasileira de Voleibol Sentado Masculino qualificou-se para os Jogos de 2020 por ser o campeão dos Jogos Parapan-Americanos de 2019.

### Feminino
Seleção Brasileira de Voleibol Sentado Feminino qualificou-se para os Jogos de 2020 por ser o campeão do Parapan.
Legenda
| Recorde mundial      | Recorde mundial (World record)               |                       | Recorde africano                      | Recorde africano (African) |                                           | Q | Classificado por posição (Qualified) |
| Recorde paralímpico  | Recorde paralímpico (Paralympic record)      | Recorde da América    | Recorde da América (Americas)         | q                          | Classificado por melhor tempo (Qualified) |   |                                      |
| Melhor marca do ano  | Melhor marca do ano (World leading)          | Recorde asiático      | Recorde asiático (Asian)              | DNS                        | Não largou (Did not start)                |   |                                      |
| Recorde nacional     | Recorde nacional (National record)           | Recorde europeu       | Recorde europeu (European)            | DNF                        | Não terminou (Did not finish)             |   |                                      |
| Recorde pessoal      | Recorde pessoal do atleta (Personal best)    | Recorde da Oceania    | Recorde da Oceania (Oceania)          | DSQ / DQ                   | Desclassificado (Disqualified)            |   |                                      |
| Recorde da temporada | Recorde da temporada do atleta (Season best) | Recorde sul-americano | Recorde sul-americano (South America) | NM                         | Sem marca (No mark)                       |   |                                      |